# Senna cernua
Senna cernua là một loài thực vật có hoa trong họ Đậu. Loài này được (Balb.) H.S.Irwin & Barneby miêu tả khoa học đầu tiên.